# Metaseiulus pomoides
Metaseiulus pomoides är en spindeldjursart som beskrevs av Schuster och Pritchard 1963. Metaseiulus pomoides ingår i släktet Metaseiulus och familjen Phytoseiidae. Inga underarter finns listade i Catalogue of Life.